# 吕通 (北魏)
吕通（461年—524年5月19日），又作吕达，字慈达，北魏东平寿张清乡吉里人。
吕通在北魏历任威远将军、积射将军、宫舆令。正光五年四月初一日（524年5月19日），在洛阳承华里舍病故，享年六十四岁，追赠辅国将军、博陵郡太守，谥静。十一月三日，迁殡于河阳城北岭山之下。出土有《魏故威远将军积射将军宫舆令吕君之墓志铭》《魏故辅国将军博陵太守吕公之墓志铭》两封墓志铭。

## 家族
- 曾祖：吕牛，后凉侍中、骠骑将军、沙州刺史、西海侯
  - 祖父：吕台，隐士，召为凉宁郡功曹，不应命
    - 父亲：吕安，北魏镇远将军、天水太守
      - 吕通
      - 夫人：天水尹氏，父尹育，沙州刺史
        - 子：吕仁（498年—529年），字屯仁，宁远将军，永安二年五月八日去世，时年三十二岁。普泰二年（532年）正月十九日，迁殡于河阳城北岭山之下。出土有《魏故宁远将军吕君之有墓志铭》